# Горохов, Андрей Владимирович
Андрей Владимирович Горохов (род. 29 июня 1968 года) - советский и российский бобслеист, участник Олимпийских игр 1992 и 1994 годов.

## Карьера
В 1990 году завоевал бронзу чемпионата Европы, выступая разгоняющим у Мариса Пойканса.
На Олимпиаде 1992 года выступал в двойке с Олегом Сухорученко, закончившие соревнования на 26-м месте. В соревнованиях четвёрок (Олег Сухорученко, Александр Бартюк, Владимир Любовицкий, Андрей Горохов) завершил состязания на 19-м месте.
Через два года на Олимпиаде 1992 года, выступая под флагом России, двойка завершила турнир на том же 26-м месте.